# Hugues de Clermont
Hugues de Clermont est un moine devenu abbé de Cluny.

## Biographie
Hugues de Clermont devient abbé de Saint-Germer-de-Fly à la suite de Hildegaire II en 1172 et le sera jusqu'en 1180.
À la suite de l'élection de Thibaud de Nanteuil évêque de Beauvais, il devient en 1184 abbé de Cluny et le sera jusqu'en 1199.